# عبدالملک بن صالح
عبدالملک بن صالح (Ἀβιμελέχ؛ ۷۵۰ – ۸۱۲) فرمانروای مصر، حاکم موصل، حاکم مدینه و حاکم شام در دوران خلافت عباسی بود.